# ويليام ويليام (عالم سياسة)
ويليام ويليام (بالإنجليزية: William Hale)‏ هو عالم سياسة بريطاني، ولد في 1940.